# Aartsbisdom Rhodos

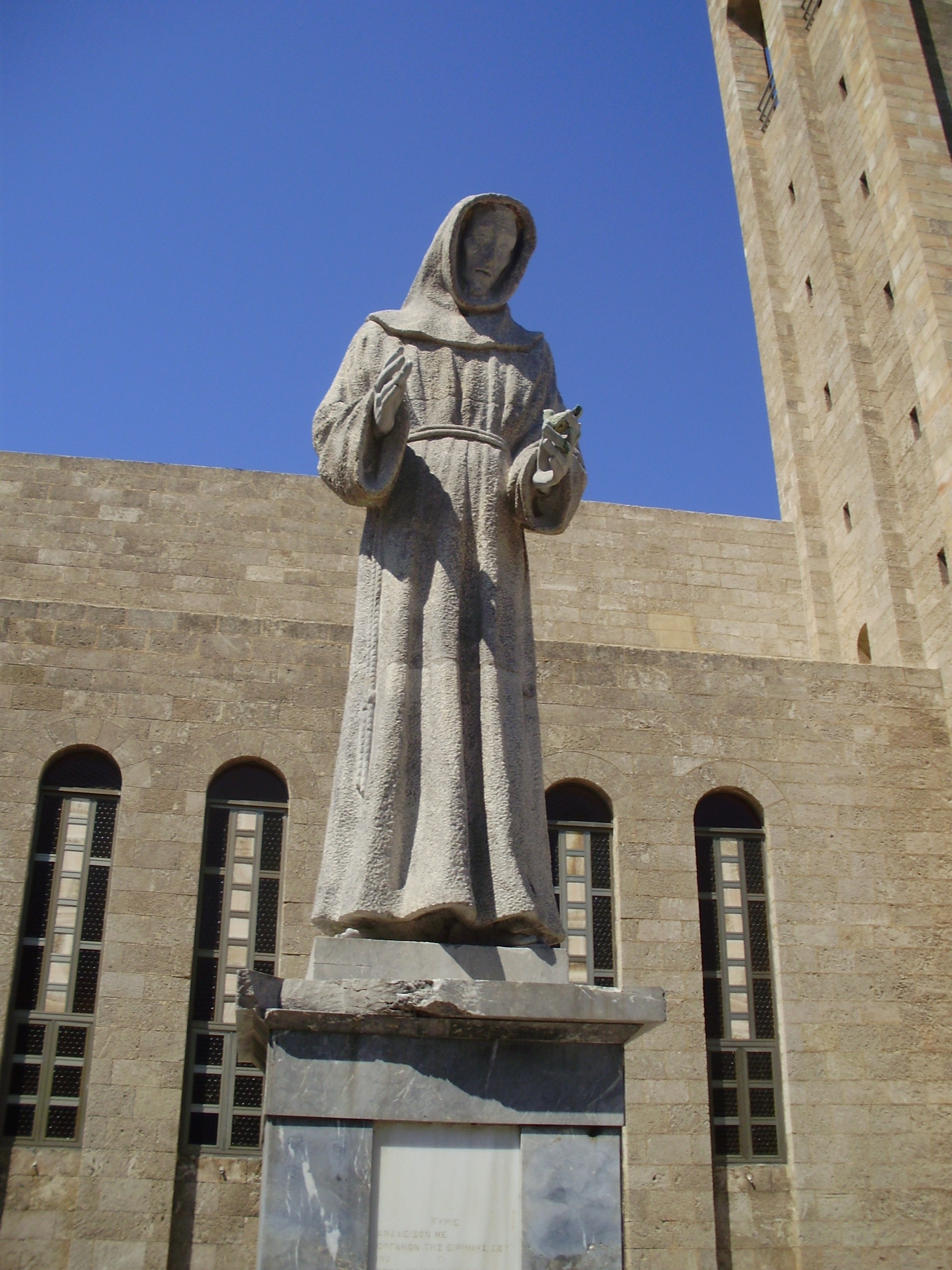
Sint-Franciscus van Assisi-kathedraal van Rhodos

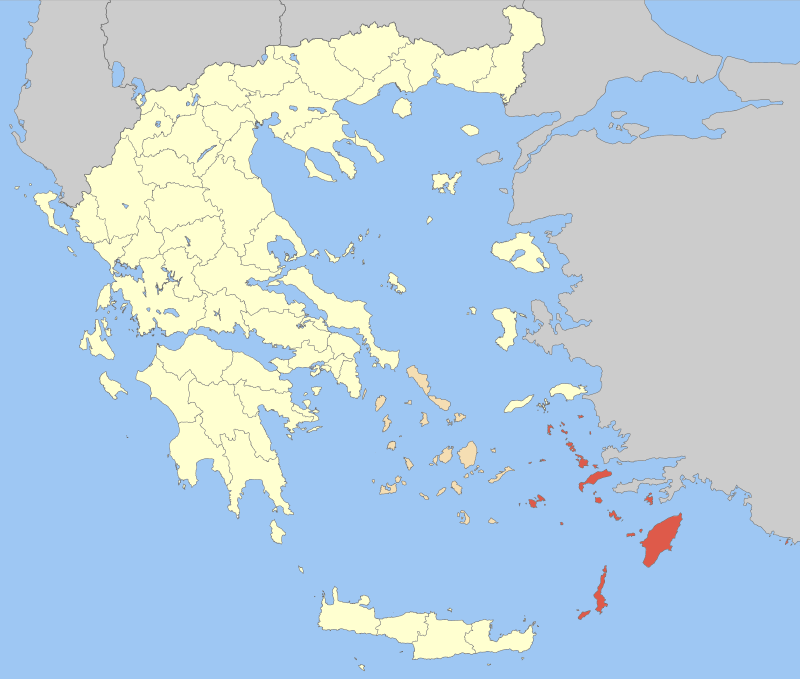
Territorium van het rooms-katholiek aartsbisdom Rhodos: de Dodekanesos

Het Aartsbisdom Rhodos (Latijns: Archidiocesis Rhodiensis of ook wel Colossae) is een rooms-katholiek aartsbisdom met zetel in de stad Rhodos. Het aartsbisdom is immediaat aan de Heilige Stoel en heeft geen suffragaan bisdommen. Sinds 1992 is de Latijnse aartsbisschop van Athene er de bestuurder of apostolisch administrator.
De kathedraal Sint-Franciscus van Assisi in Rhodos is de kerk van de aartsbisschop. Zijn grondgebied beslaat alle eilanden van de Dodekanesos. Een tweeduizendtal rooms-katholieken op deze eilanden behoren aldus tot het aartsbisdom Rhodos.

## Historiek
De oorsprong van het bisdom Rhodos gaat mogelijks terug tot de 2e eeuw, in het Romeinse Keizerrijk. Eind 4e eeuw werd het bisdom een metropolitaan aartsbisdom en dus hoofd van een kerkprovincie. Het behoorde tot de Grieks-Orthodoxe Kerk gedurende de eeuwen dat Rhodos Romeins en Byzantijns was. In de middeleeuwen genoot Rhodos een semiautonome status binnen het Byzantijnse Rijk. Kruisvaarders passeerden langs Rhodos en zo is er sprake van een Latijnse prelaat Guido, een dominicaan, als eerste Latijns aartsbisschop van Rhodos in 1238.
Van 1309 tot 1523 bezaten de Maltezer ridders van de Orde van Sint-Jan Rhodos en de omliggende eilanden. Zij stichten formeel het Latijns aartsbisdom Rhodos (1309) als deel van de Roomse Kerk.
Met de verovering door de Ottomanen (1523) werd het Latijnse aartsbisdom Rhodos een titulair aartsbisdom. Deze situatie bleef twee eeuwen bestaan. Veelal ging het om pauselijke ambassadeurs of nuntii die deze eretitel droegen.
Paus Pius VI voegde in 1797 de eretitel toe aan deze van de aartsbisschop van Malta. Hij deed dit met de bul Memores Nos en dit midden de Napoleontische oorlogen in Italië. De bul vermeldde expliciet de historische band die bestaat tussen Rhodos en Malta via de Orde van Sint-Jan, die officieel de naam draagt: Soevereine Militaire Hospitaal Orde van Sint Jan van Jeruzalem, van Rhodos en van Malta. De bul vermeldt ook de kolos van Rhodos en een oude Romeinse naam voor het bisdom: het bisdom Colossae.
In 1897 richtte paus Leo XIII de apostolische prelatuur Rhodos op: de Dodekanesos werd een missiegebied binnen het Ottomaanse Rijk toegewezen aan de minderbroeders. De band met Malta, zoals vermeld in Memores Nos, bestond hierdoor niet meer.
In 1928 schafte paus Pius XI Memores Nos af. Hij richtte het aartsbisdom Rhodos op met de bul Pastoris Aeterni. Na de Eerste Wereldoorlog had het koninkrijk Italië namelijk de Dodekanesos bezet. De eilanden kenden een toestroom van Italiaanse bewoners. Het aartsbisdom Rhodos was er voor hen.
Met de Tweede Wereldoorlog kwam het fascistisch koninkrijk Italië ten val. Door de Vrede van Parijs (1947) viel de Dodekanesos aan Griekenland. In 1951 verliet de laatste residerende aartsbisschop, de minderbroeder Florido Ambrogio Acciari het eiland. Het aartsbisdom Rhodos bleef in naam bestaan maar er werd geen aartsbisschop meer benoemd, ook niet in titel. De Roomse Kerk stelt wel een apostolisch administrator aan; dit is de bestuurder. Het gaat om de Latijnse aartsbisschop van Athene. De dagelijkse leiding van de parochies ligt evenwel bij de custos der minderbroeders in het Heilig Land.

## Lijst van Latijnse aartsbisschoppen

### Kruisvaarders
- Guido, een dominicaan, vermeld in 1238

### Aartsbisdom Rhodos 1309-1523 (Maltezer Orde)
- Bernardo (14e eeuw), tijdens het pontificaat van paus Johannes XXII
- Gregorius (14e eeuw)
- Leonardo (16e eeuw), minderbroeder

### Titulair aartsbisdom (1523-1897)

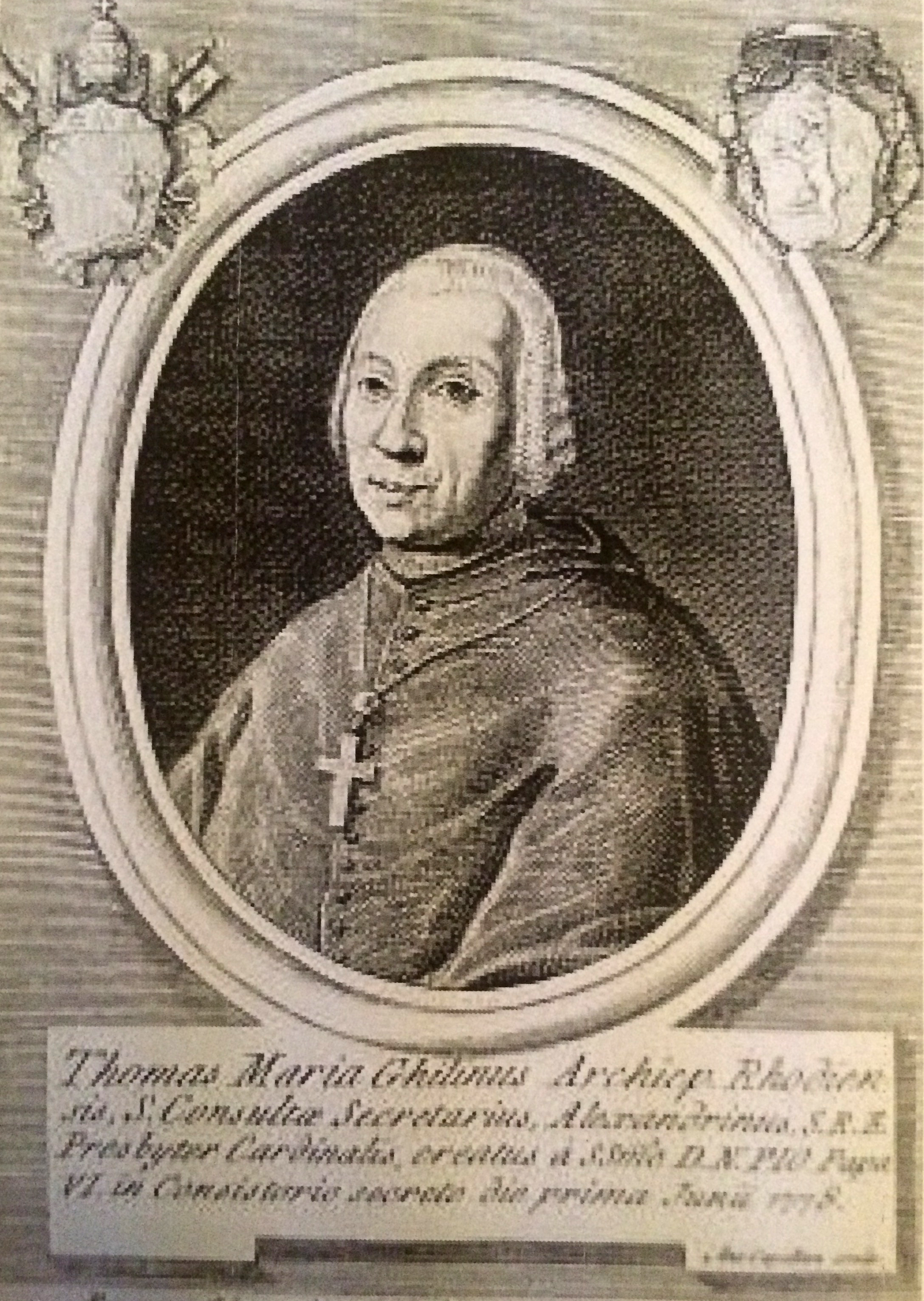
Tommaso Maria Ghilini, titulair aartsbisschop (18e eeuw). Hij was nuntius in de Zuidelijke Nederlanden en supervisor van de Hollandse Zending

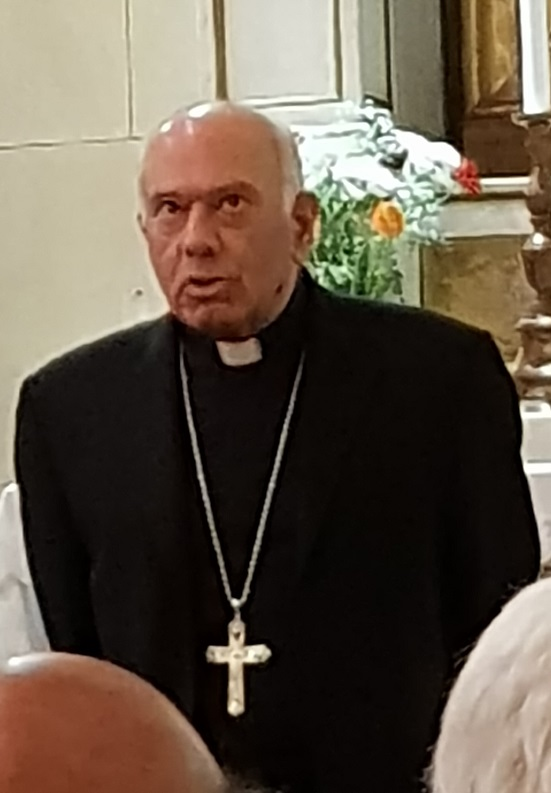
Sevastianos Rossolatos, Latijns aartsbisschop van Athene en bestuurder van het aartsbisdom Rhodos

- Marco Cattaneo (16e eeuw), dominicaan
- Filippo Spinelli (1592-1605)
- Giovanni Garzia Millini (1605-1607)
- Guido Bentivoglio (1607-1621), nuntius in Brussel en Parijs
- Alfonso Gonzaga (1621-1649)
- Karl Kaspar von der Leyen (1651-1652), aartsbisschop van Trier
- Francesco Caetani (1652-1670)
- Lorenzo Gavotti (1670-1679)
- Francesco Niccolini (1685-1692), nuntius in Lissabon en Parijs
- Giorgio Corner (1692-1697), nuntius in Lissabon
- Giulio Piazza (1697-1706), nuntius in Keulen, Warschau en Wenen, later aartsbisschop van Nazareth
- Alessandro Aldobrandini (1707-1730), nuntius in Napels, Venetië en Madrid
- Raniero d'Elci (1730-1738), vice-legaat in Avignon en nuntius in Parijs
- Carlo Francesco Durini (1739-1753), groot-inquisiteur van Malta, nuntius in Bern en Parijs
- Nicola Lercari (1753-1757)
- Giovanni Angelo Ciocchi del Monte (1758-1762)
- Tommaso Maria Ghilini (1763-1778), nuntius in Brussel en supervisor van de Hollandse Zending
- Giovanni Carmine Pellerano (1780-1783), bisschop van Malta
- Antonio Dugnani (1785-1794), nuntius in Parijs
- Emigdio Ziucci (1795-1796)
- Vincenzo Labini (1797-1807)
- Voor de periode 1797-1897: zie aartsbisdom Malta.

### Apostolische prelatuur Rhodos (1897-1928)
- Andrea Felice da Ienne (1897-1910), minderbroeder
- Ignace Beaufays (1911-?), minderbroeder
- Bonaventura Rossetti (?-?), minderbroeder
- Florido Ambrogio Acciari (?-1928), minderbroeder

### Aartsbisdom Rhodos (1928 - )
- Florido Ambrogio Acciari (1928-1929), minderbroeder, apostolisch administrator, pas benoemd in 1938 tot aartsbisschop van Rhodos
- Giovanni Maria Emilio Castellani (1929-1937), minderbroeder, nadien benoemd tot apostolisch vicaris in Addis Abeba, in de Italiaanse kolonie Ethiopië
- Florido Ambrogio Acciari (1938-1970), minderbroeder, laatste residerende en benoemde aartsbisschop. Hij verliet Rhodos in 1951 en bleef aartsbisschop van Rhodos.
- Mikhail-Petros Franzidis (1970-1992), minderbroeder, apostolisch administrator van Rhodos
- Nikolaos Foscolos (1992-2014), apostolisch administrator van Rhodos en Latijns aartsbisschop van Athene
- Sevastianos Rossolatos (2014-2021), apostolisch administrator van Rhodos en Latijns aartsbisschop van Athene
- Theodoros Kontidis (2021- ), jezuïet, apostolisch administrator van Rhodos en Latijns aartsbisschop van Athene